# VIII. Henrik angol király
VIII. Henrik angol király (Greenwich, 1491. június 28. – London, 1547. január 28.), VII. Henrik angol király fia, 1509 és 1547 között Anglia uralkodója, az angol történelem egyik legkülönlegesebb szereplője volt. Az ő uralkodása alatt vált le az anglikán egyház a katolikus egyházról, záratták be a kolostorokat Angliában, s ő lett az új egyház feje is. Széles körben ismert arról is, hogy hat felesége volt, akik közül kettőt (Boleyn Annát és Howard Katalint) lefejeztetett. Henrik világéletében igényt formált Franciaország trónjára is, mivel dédanyja, Valois Katalin francia királyi hercegnő volt, VI. Károly leánya, s VII. Károly nővére. Jogát a francia trónhoz soha nem tudta elfogadtatni, mivel egyesek szerint nagyapja, Edmund Tudor törvénytelen gyermeke volt Valois Katalinnak és Owen Tudornak. (Korabeli elbeszélések szerint a szülők csak Edmund születése után kötöttek hivatalos házasságot.)
Anglia trónjára az akkori közvélekedés szerint joga volt, ugyanis apai nagyanyja, Margaret Beaufort, és édesanyja, Yorki Erzsébet mindketten angol királyok leszármazottai voltak. (Margaret Genti János dédunokája, Erzsébet pedig IV. Eduárd legidősebb leánya volt. Genti János III. Eduárd egyik fia volt. Mivel János gyermekei állítólag még azelőtt születtek, hogy feleségül vette volna szeretőjét, Katherine Swynfordot, így tulajdonképpen erősen megkérdőjelezhető Margaret legitim igénye az angol koronára.)

## Életrajza

### Fiatalkora
VII. Henrik és Yorki Erzsébet másodszülött fia. A trón várományosának bátyja, Artúr számított, így Henrik főként vallásos nevelést kapott. York hercegeként rendkívül nagy tudásra és műveltségre tett szert, imádott olvasni, amire még édesanyja tanította meg. Amikor azonban 1502-ben Artúr meghalt, Henrik lett a trónörökös. Apja közelíteni kívánt a spanyolok felé, ezért elhatározta, hogy az Artúr és Aragóniai Katalin közt fennállt házasság ellenére összeházasítja Henriket és Katalint, hogy ne csak a hercegnő által hozott tekintélyes összegű hozományt, de a spanyolokkal kialakított diplomáciai szövetséget is megőrizhesse Anglia számára. Habár a Biblia tiltja az elhunyt testvér feleségével kötött házasságot, VII. Henrik megszerezte a szükséges pápai feloldozást, olyan ürüggyel, hogy Katalin és Artúr állítólag nem hálták el a házasságukat. 1502-ben, Artúr halálakor Henrik még csupán 10 éves volt, így még kellett várni néhány évet a Katalinnal kötött házasságáig, aki ekkor már tizenhét éves volt. (Még 7 évig élt a hercegnő özvegyként, mire jegyese elérte a megfelelő kort a nősüléshez.) 
Ami Henrik jellemét illeti, igen hiú és lobbanékony természetű férfiú volt, aki fiatalkorában imádta, s valósággal habzsolta az életet, mind az ételek, mind pedig a nők terén, ezért is lett volna különös a sorstól, ha mégis egyházi pályára került volna, ahogyan apja tervezte. Szerette a költészetet, a zenét, a táncot, a lovagi játékokat és az építészetet, ezen kívül egész jól beszélt franciául és egy kicsit még spanyolul is.

### Uralkodásának első évei
Amikor 1509-ben, apja halála után trónra lépett, egy csapással akart magának népszerűséget szerezni, és ezért apjának két leggyűlöletesebb tisztviselőjét (adókezelőit) felakasztatta. Még a koronázás előtt, június 7-én a II. Gyula pápától kapott diszpenzáció alapján – részben a hatalmas Franciaország iránt táplált ellenszenvből – nőül vette korán elhunyt bátyjának özvegyét, Katalin spanyol hercegnőt, Aragóniai Ferdinánd és Kasztíliai Izabella királynő egyik leányát. 1509. június 27-én Henriket királlyá, Katalint pedig Anglia királynéjává koronázták. Ugyanekkor szakított apjának elzárkózó külpolitikájával is, és hogy megint éreztesse az angol befolyást a kontinens hatalmi egyensúlyában, I. Miksa császárral és II. Gyula pápával XII. Lajos francia király ellen csatába vonult. A hadi szerencse csakugyan rámosolygott: a franciákat a spanyolokkal szövetségben Guingegate környékén (az ún. sarkantyúcsatában) 1513. augusztus 17-én megfutamította. Míg a kontinensen ez történt, addig Aragóniai Katalin királyné a franciák által fellázított skótok ellen szervezte az ellenállást, akik azután Floddennél vereséget szenvedtek.
Anyagi haszonnal azonban e hadjáratok nem jártak és Henrik, mihelyt felismerte szövetségeseinek önző terveit, kilépett a cambrai-i ligából, békét kötött XII. Lajos királlyal, és húgát – akiről később leányát is elnevezte, – Máriát, feleségül adta hozzá. Ez a frigy azonban alig három hónapig tartott, ugyanis 1515. január 1-jén az idősödő és betegeskedő király meghalt. Özvegyen hagyta ifjú, csupán 18 esztendős hitvesét, akivel állítólag el sem hálták a házasságot, nyilván Lajos rossz fizikai állapota miatt.

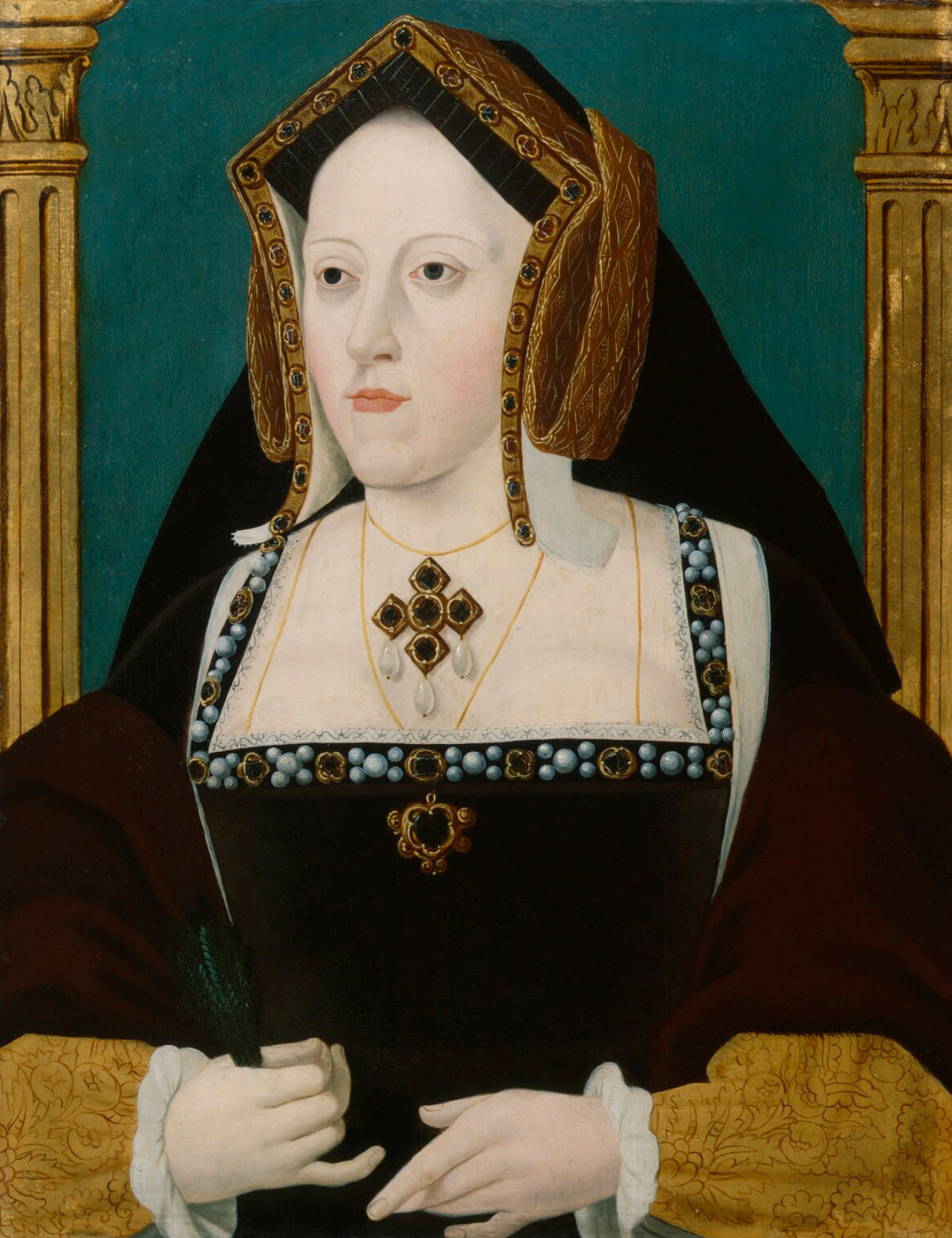
Aragóniai Katalin, az első feleség

Lajos utódjával, I. Ferenc királlyal Spanyolország ellen irányuló szövetséget kötött. Végül pedig Skóciával kötött méltányos békét. Egy ideig a fiatal és nagyravágyó angol király fontos posztot foglalt el az akkori politikai életben és néhány évig barátja maradt I. Ferenc királynak. Amikor a német trónért vívott versengésben V. Károllyal szemben mindketten alulmaradtak, a közös balsiker még jobban elmélyítette barátságukat. 1516-ban megszületett a király első olyan gyermeke, aki megérte a felnőttkort. Ő később I. Mária néven lépett trónra.
Henrik ízig-vérig reneszánsz ember volt. Dalokat és verseket szerzett, szerette a kockajátékot, a bajvívást, a vadászatot és a teniszt. Uralkodásának kb. feléig a katolikus egyház iránti erős elkötelezettségéről is híres volt. 1519-ben kezdte írni Luther-ellenes teológiai értekezését, amelyet 1521-ben fejezett be, és Assertio Septem Sacramentorum (A hét szentség védelme) cím alatt adott ki. Munkájában tanácsokkal segítette Thomas Wolsey bíboros, majd Morus Tamás — utóbbi a szerkesztésben is részt vett. A vitairatot már a 16. században több nyelvre lefordították, és már akkor kb. 20 kiadást ért meg. A pápa 1521 októberében jutalmul a Fidei Defensor (a Hit Védelmezője) címet adományozta Henriknek (ezt visszavonta, miután Henrik szakított Rómával). Kevéssel ez után az angol parlament Henrik hivatalos uralkodói címeinek egyikévé tette ezt a címet.

### A csapodár király
Apja papnak szánta a másodszülött fiát. A herceg idegenkedett a cölibátustól és az örök szüzességtől, ám a róla élő képpel ellentétben kevés házasságon kívüli kapcsolatáról tudunk. Csak Bessie Blountról és Mary Boleynről tudjuk, hogy szeretői voltak, amikor még Aragóniai Katalin volt a felesége. A többiek kiléte vagy nem állapítható meg, vagy nem bizonyítható. Így például pletykálták, hogy intim viszonyba keveredett Eleanor Luke-kal, Angoulême-i Margittal (I. Ferenc francia király nővérével) és Ursula Misseldonnal is. Blounttól született egy törvénytelen fia, Henry FitzRoy, ő azonban fiatalon elhunyt, így nem jöhetett számításba a trónutódlásnál. Boleyn Anna férjeként állítólag rövid viszonyba bonyolódott felesége egyik unokatestvérével, Lady Margaret (Madge) Shelton udvarhölggyel is.

### Második házassága: Boleyn Anna
Az 1520-as években Henrik új kegyence, Wolsey bíboros és kancellár, aki szerelmi kalandok szervezésével és közös tanulmányokkal hízelegte be magát a király kegyébe, új mederbe terelte az angol politikát. A királyt aggodalommal töltötte el az is, hogy mindössze egy lánygyermeke, Mária született, fiúutódai mind halva születtek. Annál is fontosabb lett volna egy trónörökös, mert Henrik családja nem régóta uralta Angliát – Henrik apja volt a Tudor dinasztia első királya –, a rózsák háborúja még túl közeli élmény, és félő volt, hogy a Tudor-dinasztia elveszíti a hatalmat. Henrik akkoriban Boleyn Anna udvarhölgynek udvarolt, aki öregedő, ájtatoskodó hitvese, a királyné szöges ellentéte volt. Ez a kapcsolat még inkább növelte a király és felesége közötti feszültséget. Henrik végül rászánta magát, hogy érvénytelenítse a Katalinnal kötött házasságát, azzal az ürüggyel, miszerint a királyné nem szűzen ment nőül hozzá, ugyanis az asszony előbb Henrik bátyjának, Artúr walesi hercegnek volt a hitvese négy hónapig, a herceg haláláig. (Katalin megesküdött arra, hogy nem hálta el első házasságát, férje gyenge egészségi állapota miatt, amin a pápai diszpenzáció is alapult.)
Ennek a tervének a politikai helyzet is kedvezett. VII. Kelemen pápa szövetségese volt Henriknek Károllyal szemben és Wolsey biztosra vette, hogy a pápa, tekintettel a teológiai, de még inkább a Katalin első házasságára vonatkozó, kényes természetű indokra, fel fogja bontani a házasságot. Eleinte csakugyan kecsegtette siker Henriket: a pápa Laurentio de Campeggio és Wolsey bíborosokra bízta a per tanulmányozását. Reményei azonban gyorsan szertefoszlottak: V. Károly zsoldos hadai 1527. május 6-án elfoglalták és feldúlták Rómát (Sacco di Roma), rövidesen magát a pápát is elfogták, és megegyezésre kényszerítették a császárral – aki nem mellesleg Aragóniai Katalin unokaöccse volt. Bár az 1529. június 28-án Blackfriarsban (ma City of London része) megtartott tárgyalás eredménytelen maradt (Katalin nem akart kolostorba vonulni), Henrik hiába bízott Wolsey ígéretében.

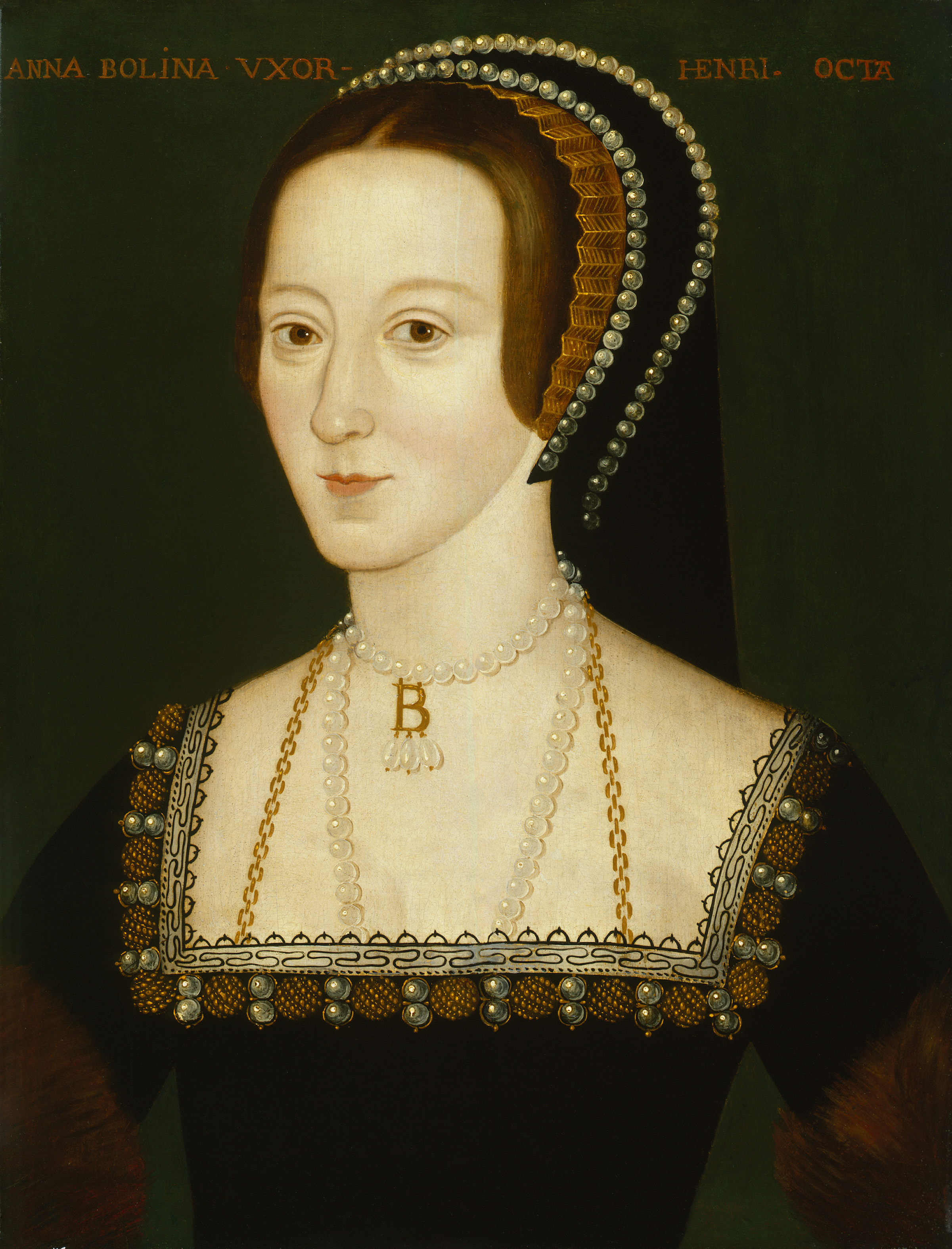
Boleyn Anna, a második feleség

Az ilyenformán elszigetelt Henrik hamar megérezte a megváltozott helyzet hatását. A Római Kúria Campeggiót visszahívta és a per aktáit Rómába kérette, más szóval: a pert ad graecas calendas elnapolta. A határtalanul dühös Henrik először is Wolsey-val éreztette haragját, nem annyira azért, mert Boleyn Anna helyett egy francia hercegnőt javasolt, hanem azért, mert becsületszavával kezeskedett a válóper sima elintézéséről. A parlament főbenjáró perbe fogta Wolsey-t, aki aztán a per folyamán titokzatos módon meghalt. Morus Tamás vette át a hivatalát, s a király, aki nem régen a Luther Mártonnal folytatott teológiai vitájában kiérdemelte a Fidei Defensor (a hit védelmezője) címet, a parlamenttel együtt a papságra súlyos adót vetett ki. Házasságát a parlament helybenhagyó határozatára támaszkodva, önhatalmúlag feloldotta, megszüntette a pápának az angol egyház fölötti hatalmát és magára ruháztatta a szupremáciát (1531). Egyúttal kimondatta a parlamenttel, hogy a vallási dogmák értelmezése, nemkülönben a liturgia szabályozása őt illetik meg mint az új anglikán egyház fejét. A határozat értelmében azután lefoglalt számos egyházi birtokot, kisajátította több kolostor tulajdonát, véget vetett az annátáknak és pallium-pénznek, a katolikus dogmákat azonban egyelőre nem bántotta.
Anglia Róma-ellenes közvéleménye kedvezett egy önálló, nemzeti keresztény egyház alapításának; a préda reményében pedig a mindenre kész parlament helyben hagyta a király rendelkezéseit, a Wolsey sorsán megdöbbent papság pedig csekély kivétellel nem mert hite mellett síkra szállni.
Ezek után Henrik 1532. november 14-én feleségül vette Boleyn Annát, majd a Thomas Cranmer érsekprímás elnöklete alatt egybegyűlt egyházi bizottság által is szentesítette első házasságának érvénytelenítését. 1533. június elsején királynévá koronázták Annát, aki ekkor már hat hónapos terhes volt. Boleyn Annától Henriknek (1533. szeptember 7.) leánygyermeke született, a későbbi I. Erzsébet királynő. 
Ugyanabban az időben az üldözés elől Angliába menekült német reformátorok, a Luther és Melanchthon tanait követő Cranmer a 10 cikket dolgozta ki, melyből az első öt teljesen megegyezett az ágostai hitvallás tanaival; Thomas Cromwell kancellár pedig a schmalkaldeni protestáns szövetséggel folytatott alkudozásokat. 
Az 1534. évi parlament véglegesen megszüntette a pápai hatalom jövedelemforrásait és Henriket ruházta fel az egyházi jövedelmek, birtokok és az egyházi törvénykezés jogával, ahogy azzal a joggal is, hogy megreformálhassa az egyházat és üldözhesse az „eretnekeket”. E határozat értelmében Henrik 1536 tavaszán elindította a katolikusok üldözését, számos kisebb kolostort bezáratott és a szerzeteseket elűzette. Ez az új rendszer azonban sehogyan sem tetszett az Anglia északi hegyvidékein lakó, hitbuzgó lakosságnak, amely kedvelt kolostorai érdekében fegyvert fogott és a kegyelem zarándoklata (Pilgrimage of Grace) néven fellázadt Henrik és különösen Cromwell ellen. Henrik leverte ugyan a lázadókat, de mégis tanulságot vont a felkelésből: felhagyott a katolikusok üldözésével, szakított merev protestáns álláspontjával, és az ilyen érzelmű püspökök helyett Stephen Gardiner, Edward Lee és John Stokesley püspököket gyűjtötte maga köré, akik még mindig azt remélték, hogy lehetséges az anglikán egyházat a Római Kúriával kibékíteni. Az ő tanácsuk alapján fogadta el a parlament (1539) a 6 véres cikkelyt, amelyeknek immár a buzgó protestánsok és a lollardok estek áldozatul.
Miután Annának sem sikerült fiúgyermeket szülnie (több ízben is elvetélt), Henriknek egyre kevésbé volt ínyére a házasság. A második vetélés után felmerült benne a gyanú, hogy Anna boszorkány, és egy új udvarhölgynek, Jane Seymournak kezdett udvarolni. 1536. május 2-án alaptalan vádak alapján (házasságtörés és vérfertőzés) a londoni Towerbe záratták Annát, bátyját és néhány társát szintén koholt vádak alapján elfogatta és lefejeztette. 1536. május 19-én a Tower előtti téren Annát is lefejezték.

### Harmadik házassága: Jane Seymour

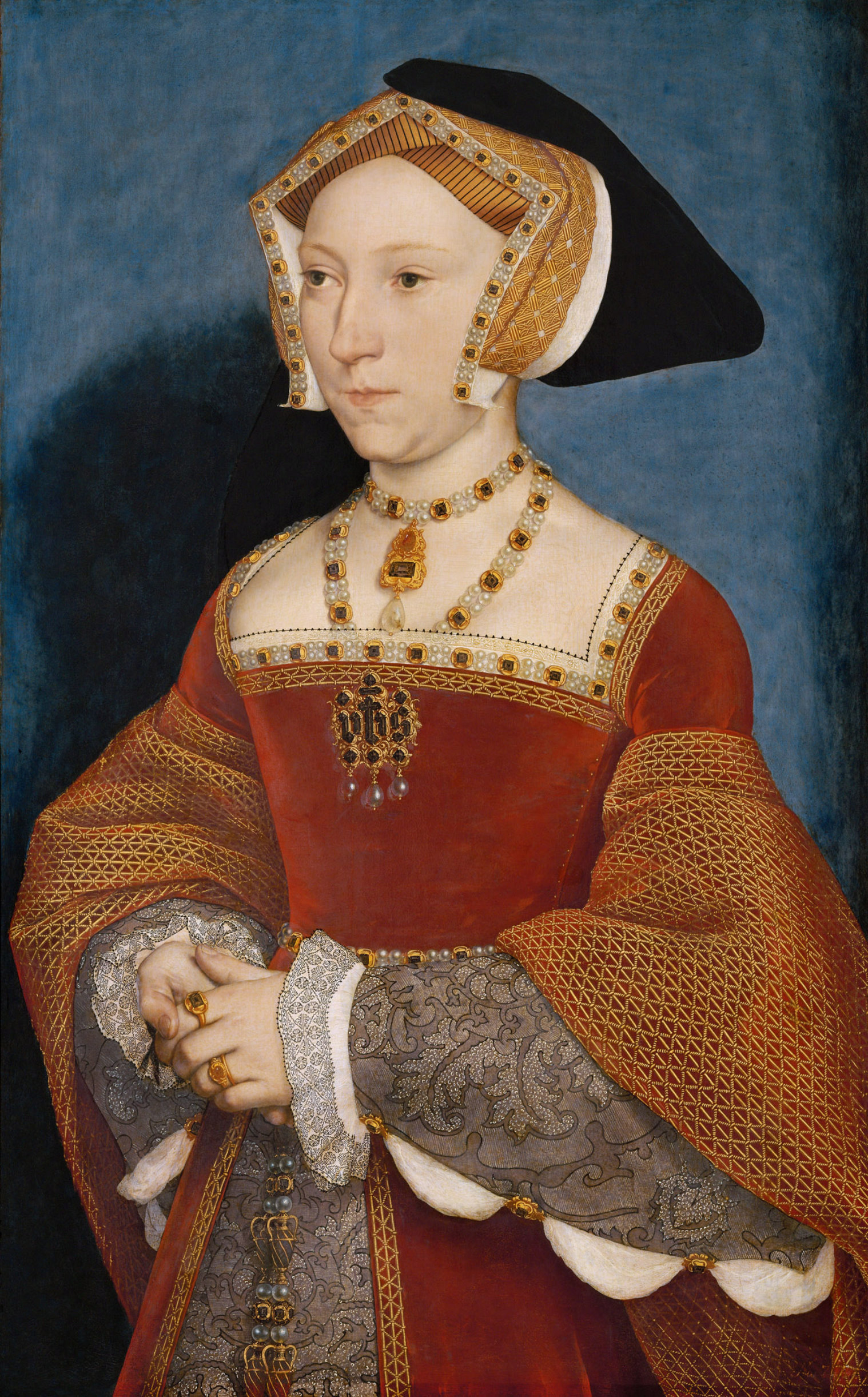
Jane Seymour, a harmadik feleség

Egy nappal később Henrik feltűnő sietséggel vette feleségül Lady Jane Seymourt, akire hithű katolikusként emlékezik a történelem, s aki Aragóniai Katalin és Boleyn Anna udvarhölgye is volt egymásután. 1537. október 12-én fiút szült, Eduárd trónörököst. A törékeny fizikumú, ifjú királyné a szülés után 12 nappal gyermekágyi lázban meghalt. (Henrik azt tervezte, hogyha Jane fiút szül neki, megkoronáztatja feleségét, hogy a kis herceg trónhoz való joga megkérdőjelezhetetlen lehessen mindenki számára, ám a fényes ünnepségre sajnos már nem kerülhetett sor az asszony halála miatt.)
A parlament Boleyn Anna gyermekét, Erzsébetet törvénytelen származásúnak mondta ki és Eduárdot nyilvánította egyedüli törvényes trónörökösnek, még Henrik legidősebb leánya, Mária ellenében is. Akik a határozat ellen tiltakozni mertek, azokat a király kivégeztette.
A trónörökös megszületése erősítette Henrik trónját, s ő ennek tudatában új hadjáratot indított 1538-ban a kolostorok és a papi birtokok ellen. Ez az eljárás arra bírta III. Pál pápát, hogy Henriket újra egyházi átokkal sújtsa. Ennek nem volt egyelőre más foganatja, minthogy Henrik újra és határozottan a protestáns irányhoz szegődött, s ennek a fordulatnak negyedik házassága állt a hátterében.
Henrik emlékeiben Jane maradt meg ideális feleségként, s kilenc év múlva mellé is temették el.

### Negyedik házassága: Klevei Anna

Klevei Anna, a negyedik feleség
(Hans Holbein portréja)

Már egy hónappal Jane Seymour halála után a titkos tanács kérte a királyt, hogy válasszon új feleséget, Henrik pedig nemsokára ezeknek a kérelmeknek (és hajlamának) eleget is tett. Több menyasszonyjelölt is szóba került, többek között: Margit (I. Ferenc francia király leánya), Marie de Guise, Vendôme-i Mária, Marie de Guise két húga (Louise és Renée), valamint Krisztina (az özvegy milánói hercegné). Anna klevei hercegnőt a ifj. Hans Holbein által készített képe alapján választotta, és politikai okokból Cromwell is sürgette a német protestáns hercegnővel való eljegyzését. (Cromwell követeket menesztett a Klevei hercegségbe, hogy érdeklődjön az ottani uralkodó két, eladósorba került húgáról: Annáról és Améliáról.) Úgy látszott, hogy az angol hitújítás megint a német protestantizmus kerékvágásába terelődik. Henrik új nejét nem találta elég vonzónak, már házasságkötésük előtt azon gondolkozott, hogyan szabadulhatna meg tőle. Cromwellt, akit ezért az egészért felelősnek tartott, ellenfeleinek és vetélytársainak örömére kivégeztette. Annát a richmondi palotába küldte, majd közös megegyezéssel érvénytelenítették az el nem hált házasságot. Anna Angliában maradt és hercegnői címet kapott, a király levelezésükben a húgának szólította. Anna a királytól évi 4000 font járandóságot kapott, valamint két uradalmat és egy várat is. Ezeknek köszönhetően élete végéig úrnőként élt. (A volt feleség megkapta Boleyn Anna heveri birtokát is.)

### Ötödik házassága: Catherine Howard

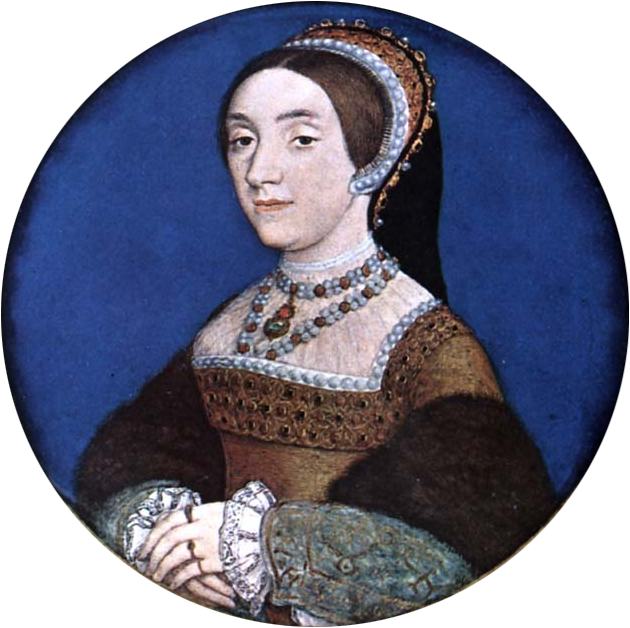
Howard Katalin, a hűtlen, az ötödik feleség

Henrik most a katolikus párt emberei, a Howardok felé fordult és immár ebből a körből szemelte ki ötödik nejét, a nála évtizedekkel fiatalabb Howard Katalint, aki Boleyn Anna rokona volt (1540. augusztus 8., Cromwell lefejeztetésének a napja). Környezetére hallgatva, megújította a 6 véres cikket és újra meggyújtotta a smithfieldi máglyákat. Családi boldogsága azonban ebben az esetben sem volt tartós. Cranmer leveléből csakhamar tudomást szerzett Katalin szeretőjéről, Thomas Culpeperről, s a hűtlen asszonyt, valamint annak szeretőjét lefejeztette (1542. február 13.). (Henrik remélte, hogy a királyné fiút szül neki, hogy azután Yorkban hivatalosan is királynévá koronáztathassa ifjú feleségét.) Ekkorra már a királyságban lévő összes apátság és kolostor közvetlenül a király fennhatósága alá került. A Lordok Házának tagjai már csak főnemesek, valamint anglikán érsekek és püspökök voltak (apátok és perjelek nélkül).

### Hatodik házassága: Catherine Parr

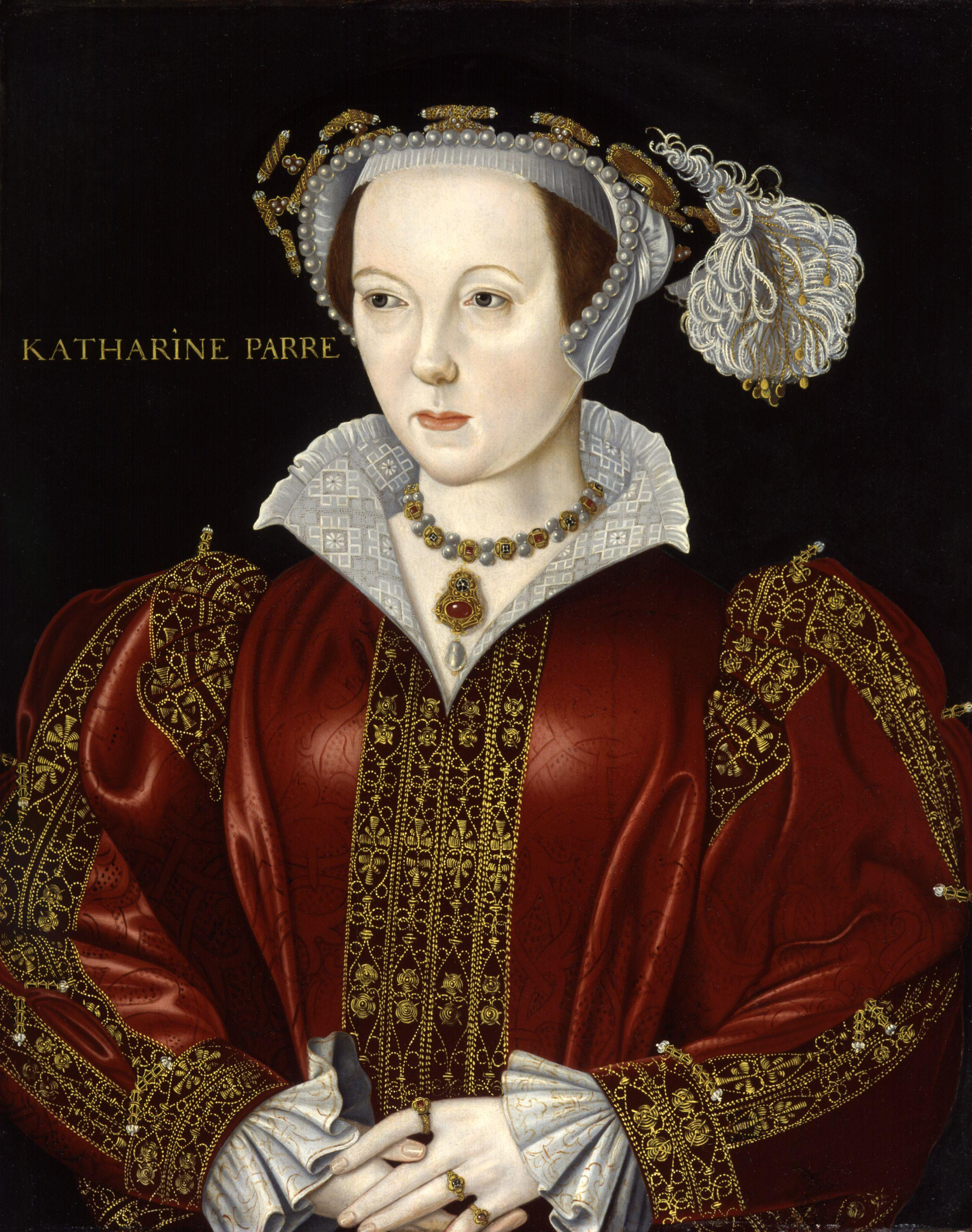
Parr Katalin, a hatodik feleség, aki túlélte

1543-ban Henrik feleségül vette a gazdag, kétszeresen is özvegy Catherine Parrt. Catherine a vallási reformer irányzathoz tartozott, míg a király konzervatívabb volt, ezért akadtak köztük nézeteltérések. Ő segítette kibékíteni a királyt két lányával is, sőt, mindketten visszakerültek az örökösödési sorba, de kizárólag Eduárd herceg után.
Henrik hat házassága közül valójában egyik sem volt, amely válással végződött volna. Aragóniai Katalinnal kötött házasságát semmissé nyilvánították, Boleyn Annát lefejeztette, Jane Seymour gyermekágyi lázban halt meg, Klevei Annával kötött házasságát szintén semmissé nyilvánították, Catherine Howardot lefejeztette, Catherine Parr pedig túlélte őt, ám csupán másfél évvel, ugyanis 1548 szeptemberében, miután Henrik halálát követően férjhez ment Sir Thomas Seymourhoz, egy kislányt hozott a világra, aki állítólag a Mary nevet kapta. A volt királynét az a végzet érte utol, ami Jane Seymour halálát is okozta: gyermekágyi láz következtében hunyt el a szülés után nem sokkal.

### Uralkodásának vége
Élete alkonyán Henrik még kétszer viselt hadat. V. Jakab királyt (akit eredménytelenül próbált arra rávenni, hogy Skóciában is elterjessze a reformációt), legyőzte. Jakab hirtelen halála után pedig azon tervén fáradozott, hogy annak leányát, Stuart Máriát saját fiával eljegyezze; az angol és skót korona tervezett egyesítése azonban nem sikerült. – 1544-ben Henrik a világ csodálkozására régi ellenségének, V. Károlynak békejobbot nyújtott, I. Ferenc (addigi barátja) ellen pedig háborút indított. Az angolok azonban mindössze Boulogne-t foglalták el. Miután Károly, aki sehogy sem tudta a makacs Henriket közös hadjáratra rávenni, Ferenc királlyal megint kibékült, Henrik is kénytelen volt példáját követni (1546 júniusa).
Henrik uralkodásának vége felé egészségi állapota romlott. Látványosan meghízott (állítólag 137 centis derékbősége volt), és mozogni is már csak segítséggel tudott. A leírások alapján köszvényes lehetett. Még 1536-ban egy lovagi torna során súlyos lábsérülést szenvedett, ami miatt később még kevesebbet mozgott, ez elősegíthette állapotának romlását. 1547. január 28-án, 55 éves korában hunyt el a whitehalli palotában, ahol apja születése kilencvenedik évfordulójáról kívánt volna megemlékezni.
A király betegségeivel kapcsolatban számos elmélet létezett. Egyesek szerint szifiliszes volt, de a kortársak nem szolgáltatnak erre elegendő bizonyítékot (noha a betegség elég gyakori volt abban a korban). Mások szerint kettes típusú cukorbetegségben szenvedett. Sírja a Jane Seymouré mellett van, egy évszázaddal később ugyanoda temették I. Károly angol királyt is.
Halála után fia, Eduárd, alig kilencévesen lett király, de valódi hatalom nem volt a kezében. Helyette Edward Seymour vezette az országot lordprotektorként tizennyolc éves koráig (amit végül nem sikerült megérnie). A trónöröklés kapcsán összehívott tanács megállapította, hogy Eduárd gyermektelen halála esetén Henrik idősebb lánya, Mária örökli a trónt. Ha utódok nélkül halna meg, akkor fiatalabb lánya, Erzsébet kapja a trónt. Eldöntötték, hogy ha ez az ág is kihalna, akkor végső esetben Henrik nővérének, Máriának az utódai öröklik a trónt. Ezzel kizárták Tudor Margitot (Henrik másik nővérét), és vele együtt a skót uralkodóházat Anglia trónjának örökléséből, azonban úgy 15 év múlva felbukkant a színen Stuart Mária, Tudor Margit unokája, aki I. (Tudor) Erzsébet angol királynőt eretnek fattyúnak nevezte, és úgy vélte, amennyiben Erzsébet gyermektelenül hal meg, s így a Tudor-ház is kihal, akkor onnantól kezdve csakis a Stuartoknak lesz joguk Anglia koronájához.

## Gyermekei
Törvényesek:
| Név                     | Születés            | Halál              | Megjegyzés                                      |
| ----------------------- | ------------------- | ------------------ | ----------------------------------------------- |
| leány                   | 1510. január 31.    | 1510. február 2.   | Aragóniai Katalintól (1485. XII. 16–1536. I. 7) |
| Henrik                  | 1511. január 1.     | 1511. február 23.  | Aragóniai Katalintól                            |
| halva született fiú     | 1513 október        | 1513 október       | Aragóniai Katalintól                            |
| Henrik                  | 1514 decembere      | 1515 eleje (?)     | Aragóniai Katalintól                            |
| I. Mária                | 1516. február 18.   | 1558. november 17. | Aragóniai Katalintól                            |
| leány                   | 1518. november 10.  | 1518 november      | Aragóniai Katalintól                            |
| I. Erzsébet             | 1533. szeptember 7. | 1603. március 24.  | Boleyn Annától (1507–1536. V. 19)               |
| halva született gyermek | 1534 karácsonya     | 1534 karácsonya    | Boleyn Annától                                  |
| halva született gyermek | 1536 január         | 1536 január        | Boleyn Annától                                  |
| VI. Eduárd              | 1537. október 12.   | 1553. július 6.    | Jane Seymourtól (1508–1537. X. 24)              |

Házasságon kívül születettek:
| Név             | Születés         | Halál            | Megjegyzés                                 |
| --------------- | ---------------- | ---------------- | ------------------------------------------ |
| Henry FitzRoy   | 1519. június 15. | 1536. július 23. | Elizabeth Blounttól (1502–1539)            |
| Catherine Carey | 1524.            | 1569. január 15. | Mary Boleyntől (1499/1500-1543.július 19.) |
| Henry Carey     | 1526. március 4. | 1596. július 23. | Mary Boleyntől (1499/1500-1543.július 19.) |

## VIII. Henrik a filmművészetben
- VIII. Henrik magánélete (1933) című film Charles Laughton emlékezetes alakításával, Korda Sándor rendezésében.
- Egy ember az örökkévalóságnak (1966) rendezte: Fred Zinnemann
- Anna ezer napja (1969) rendezte: Charles Jarrott
- VIII. Henrik (2003) rendezte: Pete Travis
- A másik Boleyn lány (2003) rendezte: Philippa Lowthorpe
- Tudorok (2007) Televíziós sorozat
- A másik Boleyn lány (2008) rendezte: Justin Chadwick
- The Spanish Princess (2019) Televíziós sorozat